# Víctor Romero Holguín
Víctor Romero Holguín (geboren am 9. März 2004 in Mataró) ist ein spanischer Handballspieler, der auf der Spielposition Kreisläufer eingesetzt wird.

## Vereinskarriere
Romero begann mit dem Handballspielen im Alter von neun oder zehn Jahren beim Club Joventut Handbol in seiner Geburtsstadt Mataró und wechselte zu Fraikin BM Granollers. Er debütierte in der Saison 2022/2023 in der Liga Asobal mit der ersten Mannschaft des Vereins aus Granollers. Nach der Saison 2024/2025 verließ Romero den Verein.
Ab 2025 wird er für den portugiesischen Erstligisten Sporting Lissabon auflaufen.
Mit dem Verein aus Granollers stand Romero auch im europäischen Vereinswettbewerben auf dem Feld, so in der EHF European League der Spielzeiten 2022/2023, 2023/2024 und 2024/2025.
| Saison    | Verein                | Spiele | Tore | Anmerkung |
| --------- | --------------------- | ------ | ---- | --------- |
| 2022/2023 | Fraikin BM Granollers | 30     | 015  |           |
| 2023/2024 | Fraikin BM Granollers | 30     | 074  |           |
| 2024/2025 | Fraikin BM Granollers | 30     | 134  |           |

## Auswahlmannschaften
Sein erstes Spiel für Spanien absolvierte er am 19. Dezember 2019 mit der promesas selección, für die er insgesamt sechs Spiele bestritt und dabei acht Tore warf.
Am 4. November 2021 debütierte er gegen die Auswahl Schwedens in der Jugendnationalmannschaft Spaniens. Romero nahm als Jugendnationalspieler an der U-18-Europameisterschaft in Montenegro (2022) teil, bei der er mit der Mannschaft Europameister wurde. Bei der U-19-Weltmeisterschaft 2023 gelang ihm mit dem Team ebenfalls der Titelgewinn; er wurde Teil des All-Star-Teams als bester Kreisläufer. Bis August 2023 stand er in 42 Spielen im Aufgebot der spanischen Jugendauswahl und erzielte dabei 131 Tore.
Mit den spanischen Junioren, für die er im Januar 2024 erstmals auflief, wurde er U-20-Europameister 2024. Er nahm auch an der U-21-Weltmeisterschaft 2025 (9. Platz) teil.
Am 6. November 2024 wurde Romero erstmals in die A-Nationalmannschaft berufen. Er gehörte zum spanischen Aufgebot zur Weltmeisterschaft 2025 (18. Platz).

## Erfolge und Auszeichnungen
- U-18-Europameister 2022
- U-19-Weltmeister 2023, als bester Kreisläufer Teil des All-Star-Teams
- U-20-Europameister 2024
- bester Kreisläufer der Liga Plenitude 2024/2025[7]

## Privates
Er begann im September 2022 ein Medizinstudium an der Universitat Autònoma de Barcelona.